# Paolo Bellini
Paolo Bellini (Reggio Emilia, 22 giugno 1953) è un terrorista e criminale italiano, esecutore materiale della strage di Bologna in concorso con altri.

## Biografia
Il padre Aldo Bellini era un ufficiale della Folgore, nostalgico del ventennio mussoliniano; inoltre era in buoni rapporti con il magistrato Ugo Sisti, procuratore di Bologna nel 1980, e intratteneva rapporti assidui con politici del Movimento Sociale Italiano (MSI) e ufficiali dei servizi segreti. Paolo Bellini ha un fratello, Guido, e sei sorelle.
A 18 anni prestò servizio militare nelle forze corazzate e si addestrò come paracadutista. Da giovane seguì le orme del padre e frequentò la Giovane Italia, sezione giovanile del MSI, ma venne espulso perché accusato di aver depositato dell'esplosivo, nel settembre 1971, davanti ad una sede del partito. Entrò anche a far parte della "banda del grana", dedita ai furti di Parmigiano Reggiano, ma con il suo ingresso la banda salì di livello e iniziò a occuparsi di mobili antichi e opere d'arte.
Aderì ad Avanguardia Nazionale nel 1971; secondo la sua testimonianza, frequentò esponenti di Avanguardia Nazionale di Parma e di Massa Carrara in qualità di «infiltrato» perché suo padre Aldo e il senatore Franco Mariani del MSI e Giorgio Almirante volevano essere informati da Paolo Bellini sui facinorosi nell'estremismo di destra.
Nel 1974 fece un attentato intimidatorio a colpi di carabina contro l'abitazione di Dino Felisetti, avvocato e deputato del Partito Socialista Italiano, ma per questo fatto non venne indagato. Nello stesso periodo commise tre attentati intimidatori anche nei confronti dell'avvocato Vezzosi, che aveva assistito la famiglia Bellini in una controversia civile.

### L'omicidio di Alceste Campanile
Il 13 giugno 1975, assieme ad altri militanti di Avanguardia Nazionale, uccise con due colpi di pistola il militante di Lotta Continua Alceste Campanile, suo concittadino di Reggio Emilia e anche compagno di giochi da ragazzini, ma poi cresciuto con idee politiche opposte. Il giorno successivo all'omicidio il servizio segreto produsse un depistaggio in base al quale Campanile sarebbe stato ucciso da estremisti di sinistra con il movente di alcuni falsi legami con le Brigate rosse. In realtà l'omicidio era stato premeditato da membri di Avanguardia Nazionale, con l'intento di creare una situazione di strategia della tensione, per influenzare le imminenti elezioni amministrative di Reggio Emilia.
Bellini confessò per la prima volta l'omicidio Campanile nel 1999, raccontando che si trattò di una lite personale con sfondo politico; solo nel 2005 Bellini raccontò il movente puramente politico e fece i nomi degli altri neofascisti coinvolti nell'omicidio. Per l'omicidio di Campanile, Bellini fu riconosciuto colpevole in primo grado e poi in Corte d'appello nel 2009, ma prosciolto per prescrizione.

### La latitanza in Brasile e la falsa identità
Nel maggio del 1976 partecipò al sequestro del commerciante Giuseppe Gualandri a scopo di rapina, assieme a due militanti di Avanguardia Nazionale.
Il 22 settembre 1976 sparò alla schiena e ai testicoli di un commerciante d'auto romano, Paolo Relucenti, all'epoca fidanzato della sorella, "per ragioni d'onore"; da quel momento si rese irreperibile perché ricercato per questo tentato omicidio.
Già nel 1976 iniziò la sua latitanza in Brasile, dove venne registrato all'anagrafe di Rio De Janeiro con il falso nome "Roberto Da Silva" e ottenne un vero passaporto brasiliano.
Rientrò in Italia diverse volte dal 1977 e continuò la vita come latitante presentandosi come Roberto Da Silva. In questo periodo venne ammesso all'aeroclub di Foligno, dove ottenne il brevetto di pilota. Dal 24 maggio 1978 iniziò a portare in alcuni voli il magistrato Ugo Sisti; in particolare lo accompagnò a Roma per conferire con il ministro dell'Interno Virginio Rognoni.
Con la falsa identità conseguì le patenti di guida B e D, si iscrisse alla Camera di commercio di Perugia nel ruolo di agente e rappresentante di preziosi, ottenne varie autorizzazioni della prefettura e anche la licenza di caccia e il porto d'armi. Viaggiò più volte fra Bologna, la Svizzera e la Germania, anche con auto noleggiate in questi paesi europei.
Durante questa latitanza, la moglie di Paolo Bellini ebbe un figlio, che partorì in Brasile, e al quale venne dato il nome Guido, come il fratello di Paolo.
Nel 1979 seguì un corso di aeronautica presso la Sierra Academy of Areonautics, che all'epoca si trovava all'interno dell'Aeroporto Internazionale di Oakland in California.

### L'arresto, la detenzione, e il riconoscimento
Il 15 febbraio 1981 venne scoperto mentre guidava un camion carico di mobili d'arte rubati, assieme al complice Giuseppe Fabbri, a Pontassieve in provincia di Firenze, e fu quindi trattenuto nel carcere di Firenze. Nel maggio 1981 venne trasferito nel carcere di Reggio Emilia, poi in giugno ancora a Firenze, in settembre a Sciacca in provincia di Agrigento, in novembre a Palermo, in dicembre ancora a Sciacca e nel gennaio 1982 ancora a Firenze, poi nel corso del 1982 più volte fra le carceri di Modena, Firenze, Ferrara e Parma; in quel periodo il direttore del DAP era proprio Ugo Sisti, nominato dal governo Cossiga nel settembre 1980.
Nel dicembre 1981 una fonte del servizio segreto SISDE asseriva che il detenuto Da Silva fosse in realtà il latitante Paolo Bellini, ma su questa informativa fu posto il segreto di Stato.
La Digos di Reggio Emilia, per verificare se il Da Silva fosse in realtà il Bellini, chiese le impronte digitali di Bellini al distretto militare di Modena dove egli aveva fatto il servizio militare, ma il foglio matricolare di Bellini era stato occultato da un tenente colonnello, che l'aveva sottratto dall'apposito archivio e l'aveva riposto nel suo cassetto personale.
Il 18 gennaio 1982 una comparazione del Da Silva con le foto del Bellini e anche una comparazione dattiloscopica diedero entrambe esito positivo nel riconoscimento del latitante. Nonostante ciò, il padre Aldo in tribunale a Firenze davanti a suo figlio negò di riconoscerlo.
Nel 1986 venne scarcerato.

### Strage di Bologna
Nelle prime ore successive alla strage, una pista investigativa puntava a Bellini, a causa della sua somiglianza con l'identikit di un uomo che era stato visto allontanarsi dalla sala d'aspetto della stazione pochi minuti prima dell'esplosione e della segnalazione del maresciallo Balugani della Squadra Mobile di Reggo Emilia sul pernottamento di Bellini in una camera in affitto a Bologna nella notte fra l'1 e il 2 agosto. La Digos effettuò quindi una perquisizione nell'albergo di Aldo Bellini vicino a Reggio Emilia nella mattina del 4 agosto, e con sorpresa vi trovarono il procuratore Ugo Sisti, che aveva passato lì la notte senza essere registrato.
Bellini nega la sua presenza in città la mattina del 2 agosto, fornendo un falso alibi familiare che nel 1992 portò al suo proscioglimento. Nel 2019 l'ex moglie Maurizia Bonini riconobbe il suo volto nelle immagini di un video amatoriale girato alla stazione di Bologna il 2 agosto 1980, poco prima della strage. La moglie disconfessò anche l'alibi che ella stessa aveva fornito negli anni ottanta, e quindi Bellini venne processato dalla Corte d'assise di Bologna, dove nel 2022 venne condannato all'ergastolo in primo grado per concorso in strage. La condanna è stata confermata in appello nel luglio 2024 e nel luglio 2025 anche in Cassazione.
È stato descritto come "il quinto uomo" della strage in riferimento ai già condannati Giuseppe Valerio Fioravanti, Francesca Mambro, Luigi Ciavardini e Gilberto Cavallini, condannati in via definitiva dopo separati processi.
Dopo la condanna di primo grado all'ergastolo era ancora a piede libero in attesa del processo d'appello, quando il 23 giugno 2023 fu arrestato perché sospettato di pianificare l'omicidio dell'ex moglie che aveva testimoniato contro di lui, e del figlio del presidente della corte che lo aveva condannato in primo grado.

### Il ruolo nella "trattativa Stato-mafia"
Nel 1981 conobbe nel carcere di Sciacca il boss Antonino Gioè, fedelissimo dei Corleonesi di Totò Riina. Nel 1992, dopo le stragi di Capaci e via d'Amelio, decise di contattare nuovamente Gioè su incarico del maresciallo Roberto Tempesta del Nucleo tutela patrimonio artistico dei Carabinieri al fine di recuperare alcune opere d'arte rubate dalla mala del Brenta alla Galleria Estense di Modena. Gioè, che parlava per conto di Giovanni Brusca, cercò di ottenere dei vantaggi per un gruppo di boss detenuti (tra i quali Bernardo Brusca, Pippo Calò e Luciano Liggio) barattando alcuni dipinti rubati a Palermo nel 1985 e quindi il maresciallo Tempesta si consultò con il colonnello Mori ma poi non fu trovato un accordo. Secondo Brusca, Bellini avrebbe suggerito a Gioè «di dare un segnale» allo Stato attraverso attentati contro il patrimonio artistico nazionale, con riferimento particolare alla Torre di Pisa.
L'indagine a carico di Bellini sulla bomba a Firenze del 1993 è stata archiviata nel febbraio del 2025 dal giudice per le indagini preliminari di Firenze.

### Killer per la 'ndrangheta
Nel 1988 Bellini in carcere incontrò lo 'ndranghetista Nicola Vasapollo, affiliato al clan Dragone. Dal 1992 al 1999 Bellini compì alcuni omicidi per conto di un ristretto gruppo di 'ndranghetisti che desideravano rendersi indipendenti dal clan Dragone.